# Moritziella corticalis
Moritziella corticalis är en insektsart. Moritziella corticalis ingår i släktet Moritziella och familjen dvärgbladlöss. Inga underarter finns listade i Catalogue of Life.